# Александар Станојевић
Александар Станојевић (Београд, 28. октобар 1973) је бивши српски фудбалер, а садашњи фудбалски тренер.

## Играчка каријера
Станојевић је рођен у Београду, на Лиону. Прошао је све млађе категорије Партизана од 1988. до 1993. године. Након тога игра у Обилићу са којим је 1995. (као капитен) играо у финалу Купа СР Југославије против Црвенe звездe. После тога је прешао у Мајорку, где је одиграо једну сезону, пре него што се 1996. вратио у Обилић.
Наредне 1997. године прелази у ОФК Београд, где је остао две сезоне. Током 1999. се враћа у Партизан, где је претходно играо у млађим категоријама, а са црно-белима је освојио национални куп 2001. године. За први тим је одиграо 116 утакмица и постигао један гол. Сезону 2001/02. провео је у ОФК Београду, а 2002. одлази у мађарски Видеотон, где и завршава играчку каријеру 2003. године.

## Тренерска каријера

### Почеци
Тренерску каријеру, Станојевић је почео у ОФК Београду где је био помоћник шефа струке а поред тога је тренирао и млађе категорије. Након тога је наставио тренерску каријеру у Срему из Сремске Митровице као шеф стручног штаба. Године 2007. долази у Партизан, тада као асистент Мирославу Ђукићу.
Станојевић је Ђукићу био помоћник и у сениорској репрезентацији Србије, а после тога је остао при ФСС и поверено му је место селектора омладинске селекције за играче млађе од 19 година. Станојевић је са селекцијом Србије до 19. година на Европском првенству у Украјини освојио треће место уз две победе (Шпанија 2:1, Турска 1:0), један реми (Француска 1:1) и један пораз (Украјина 3:1).

### Партизан
Станојевић је 16. априла 2010. именован за новог тренера Партизана, наследивши на том месту Горана Стевановића који је претходно поднео оставку. Успео је да надокнади бодовни минус у односу на Црвену звезду и освоји титулу шампиона Србије на крају сезоне 2009/10. Станојевић је потом у квалификацијама за ЛШ елиминисао Пјуник, Хелсинки и Андерлехт, чиме је увео Партизан у групну фазу Лиге шампиона и постао први српски тренер којем је то пошло за руком. У групи са Арсеналом, Шахтјором и Брагом, Партизан је заузео последње место са свих шест пораза.
У сезони 2010/11. водио је Партизан до освајања "дупле круне". Крајем маја 2011. године Станојевић је потписао нови, двогодишњи уговор са клубом. Иако је имао успеха на домаћој сцени, Партизан у сезони 2011/12. није поновио резултат у европским такмичењима. Испао је у 3. колу квалификација за Лигу шампиона од Генка, а потом је претрпео шокантан пораз од ирског Шамрока у плеј-офу за пласман у групну фазу Лиге Европе. У септембру је управа сменила Станојевића са места тренера, али га је врло брзо вратила на то место. Партизан је успео да преброди кризу после елиминације од Шамрока и да поново успостави доминацију у српској лиги. Јесен је завршио са 10 бодова предности над Црвеном звездом.
Одмах после јесењег дела сезоне, у Партизану су се догодили велики потреси. Младен Крстајић, тада спортски директор, јавно је иступио и одговорио на критике председника клуба Драгана Ђурића на рачун спортског дела клуба. Управа је потом сменила Крстајића, а Станојевић је због те одлуке поручио да је "бивши тренер" и да се неће враћати на клупу црно-белих. Ипак убрзо се предомислио и одлучио да остане на клупи, али је клуб одлучио да га смени 13. јануара 2012. и на његово место постави Аврама Гранта.
За нешто мање од две године у клубу, Станојевић је забележио тек три пораза у првенству. Водио је црно-беле на шест вечитих дербија, остварио је пет победа уз само један пораз, али тај пораз био је онај који није имао значење - 1:0 у реваншу полуфинала Купа 2011. када је Партизан имао 2:0 из првог меча. Први дерби у ком је Станојевић славио је био онај у Хумској у финишу 2009/10. сезоне (1:0) голом Петровића. Потом је на јесен 2010. савладао црвено-беле 1:0 на Маракани, голом Мореире. Уследили су поменути двомечи у Купу, па победе у првенству 2011. године - 1:0 код куће голом Тејга и 2:0 на страни головима Вукића и Шћеповића.

### Иностранство
Почетком априла 2012. године је постављен за тренера кинеског Далијена. Станојевић је клуб преузео кад је био у зони испадања (0-3-1), а на крају Суперлиге Кине недостајао је један бод за пласман у азијску Лигу шампиона. Станојевић је довео Далијен до петог места, а док је он био тренер клуб је имао скор 11-8-7. Ипак и поред добрих резултата, неочекивано је поднео оставку у новембру 2012.
У децембру 2012. је преузео кинеског суперлигаша Пекинг Гуан. Пекинг је под вођством Станојевића освојио треће место у Суперлиги Кине. Добри резултати и дупле првенствене победе над Антићевим Шандонгом (3:1, 3:0), један реми са Гвангжуом Марчела Липија (1:1) и убедљива победа над екипом Свен Горана Ериксона (Гвангжу Р&Ф, 6:0) задовољили су челнике клуб због чега је половином септембра 2013. Станојевић продужио уговор до децембра 2015. А онда је уследио пораз у финалу кинеског ФА купа, од Гвангжуа (троструки узастопни првак, освајач Лиге шампиона), мада ни тих 0:1 и 1:6 нису крајем новембра утицали на промену планова руководилаца, који су са Станојевићем договорили план припрема и појачања за наредну сезону. Ипак у децембру 2013. клуб је изненађујуће уручио отказ Станојевићу.
Дана 25. априла 2014, Станојевић је постављен за тренера израелског прволигаша Макаби Хаифе. На клупи Макабија се задржао до 28. децембра исте године, када је поднео оставку након слабијих резултата. Станојевић је током јесењег дела сезоне 2014/15. претрпео осам пораза у 15 мечева. У моменту његове оставке клуб је био четврти на табели, са 19 бодова, 13 бодова иза водећег Хапоел Хиријата Шмоне.
Станојевић је 12. јануара 2015. године преузео кинеског друголигаша Пекинг Ентерпрајз. Није успео да уведе Пекинг у Суперлигу Кине, па је у децембру 2016. напустио клуб.
Дана 16. јуна 2017. Станојевић је постављен за тренера ПАОК-а из Солуна, са којим је потписао трогодишњи уговор. Ипак на клупи ПАОК-а се задржао само до 11. августа исте године. Станојевић је напустио кормило клуба из Солуна после само 56 дана и после само две такмичарске утакмице. Српски тренер је обезбедио пролаз у плеј-оф рунду квалификација за Лигу Европе пошто је био бољи од Олимпика из Доњецка. Ипак челници ПАОК-а нису били задовољни начином на који Станојевић води екипу, па су му уручили отказ.
Станојевић је 24. маја 2018. године представљен као нови тренер Ал Кадисије, клуба из Саудијске Арабије. На клупи овог клуба се задржао до 5. новембра исте године, када је добио отказ након шест везаних пораза.
У децембру 2018. године, Станојевић је преузео кинеског суперлигаша Пекинг Рене. На клупи кинеског клуба се задржао до 9. јула 2019. када је поднео оставку, из личних разлога, како стоји у саопштењу клуба. До прекида сарадње је дошло после серије од четири узастопна пораза, коју су обележила и два везана неуспеха на домаћем терену, против Далијана (1:3) и Шандонга (0:2). Станојевић је као тренер Пекинга на 18 утакмица забележио 12 пораза.

### Повратак у Партизан
Станојевић је 1. септембра 2020, по други пут у каријери постављен за тренера Партизана. Са Партизаном је успео да се пласира у премијерно издање европског клупског такмичења Лигу конференције, победом у плеј-офу против португалске екипе Санта Клара (сезона 2021/22). У првом делу сезоне 2021/2022 Станојевић је водио тим који је постигао најбољи резултат у првенству Србије у историји клуба са 19 победа и 2 ремија без пораза, стигао до првог места у првенству Србије, са највише постигнутих (57) и најмање примљених голова (6) и 5 бодова предности у односу на другопласирану Црвену звезду. У Лиги конференције Партизан је заузео друго место у групи и пласирао се у шеснаестину финала такмичења.
Александар Станојевић се по трећи пут вратио у Партизан у јуну 2024. године и на клупи црно-белих остао је све до краја септембра месеца 2024. године и 174. Вечитог дербија у којем је Партизан изгубио са 4:0 од вечитог ривала Црвене Звезде, након чега је Сале Станојевић поднео оставку на место шефа стручног штаба.

## Успеси

### Играчки
Партизан
- Куп СР Југославије (1) : 2000/01.

### Тренерски
Партизан
- Суперлига Србије (2) : 2009/10, 2010/11.
- Куп Србије (1) : 2010/11.